# Gué-d'Hossus
 Gué-d'Hossus  là một xã ở tỉnh Ardennes, thuộc vùng Grand Est ở phía bắc nước Pháp.